# ホンダ・CB1100
CB1100（シービーせんひゃく）は、本田技研工業が製造販売していたオートバイである。

## 概要
型式名EBL-SC65型。
2007年の第40回東京モーターショーに試作車CB1100Fとして参考出品された後2009年の第41回では市販予定車として出品。2010年2月26日発表、同年3月11日に発売された。
当初は日本国内専売モデルとされたが、2013年にはEUでの販売も開始された。

## 車両解説
馬力や最高速にはこだわらず「散歩をするような感覚でゆったりと走る」をコンセプトに開発された大型自動二輪車で、幅広かつアップなハンドルを採用しゆったりとしたライディングポジションが特徴である。
前後18インチタイヤを装着する車体は完全新設計であるが、排気量1,140 ccのSC65E型空冷4ストローク4バルブDOHC直列4気筒エンジンは、腰下部の設計をCB1300シリーズ用SC54E型から流用する。
- 「CBシリーズ伝統の空冷エンジン」とされるが、シリンダヘッドの点火プラグを囲むようにオイルを循環する独立した冷却専門のオイル系統が増設され大型オイルクーラーも装備することから、事実上は空油冷エンジンである。

上述コンセプトが支持され、2010年・2011年には大型二輪「401 cc以上クラス」で国内販売台数1位となった。
また、2012年にはバンパーを装着したABSモデルが二輪車安全運転全国大会一般Bクラスの競技車両として採用、2019年大会にはRSが採用された。

### モデルイヤー別詳細

#### 2010年モデル
2010年2月26日発表。
ハンドルの差異により2種類のグレードが設定された。
- Type I

通常のアップハンドルを装着する仕様。同年3月11日発売。
- Type II

Type I比較で、幅が40 mm狭く、高さが30 mm低く、23 mm前方に移設したハンドルを装着する仕様。同年6月4日発売。
それぞれオプションでコンパインドABS搭載車が選択可能。

#### 2011年モデル
2011年1月28日発表。同年2月17日からType I ABSをベースに300台ならびに無限テクニカルショップ限定でCB1100 無限エディションを発売。同車は以下の専用装備を持つ。
- ███グラファイトブラックの専用色とフューエルタンクにゴールドとレッドのストライプ。
- ボディ同色としたサイドカバーに「無限MUGEN」ステッカーを貼付。
- 無限製スリップオンマフラーを標準装備。
- エンジン・前後ホイールをアキュレイトシルバーメタリックに塗装。

同年6月21日から同年8月10日までの受注期間ならびに最大500台までの限定でType I ABSをベースにするCB1100 Type I ABS・Special Editionを7月12日に発売。同車は以下の専用装備を持つ。
- █ボディ・サイドカバーをパールセイレンブルーに塗装。
- エンジン・前後ホイールをシルバーに塗装。
- 車名エンブレムステッカーの色調を変更。

#### 2012年モデル
2012年2月20日発表、同月27日発売で以下のマイナーチェンジを実施。
- Type IIを製造中止。
  - これによりType Iもグレード表示を廃止。
- 燃料タンク・ホイール・エンジン・リヤサスペンションスプリング・フロントフォークボトムケース・サイドカバー・ステップホルダーを黒色に統一したBLACK STYLEを追加。
- シートに網状のクッション「e-cushion」を国内市販二輪車で初採用
- サイドカバーのエンブレムを立体化。
- 左右エンジンカバーのHondaロゴ部分を黒塗装化。
- メーターパネルの視認性を向上。
- BLACK STYLEを除きカラーバリエーションを以下の4色に変更。
  - █デジタルシルバーメタリック
  - █キャンディーグローリーレッド
  - █パールミルキーホワイト
  - █グラファイトブラック（BLACK STYLEのみ）

#### 2014年モデル
2014年2月7日発表、同月20日発売で以下のマイナーチェンジを実施。
- マニュアルトランスミッションを5速から6速に変更。同じ系列のCB1300も6速に変更となった。
- 電子制御燃料噴射装置のセッティング変更により最大トルクは回転数をそのままに92 N·m (9.4 kgf·m) → 93 N·m (9.5 kgf·m) に向上。
- 燃費（60 km/h定地走行テスト値）が27.0 km/L → 30.0 km/Lに向上。
- ドライブスプロケット部カバーをアルミダイキャスト製に変更。
- ギアポジションインジケーター・燃費表示機能を持つメーターに変更。
- カラーバリエーションを以下の3色に変更。
  - █ソードシルバーメタリック
  - █パールスペンサーブルー
  - █グラファイトブラック（BLACK STYLEのみ）

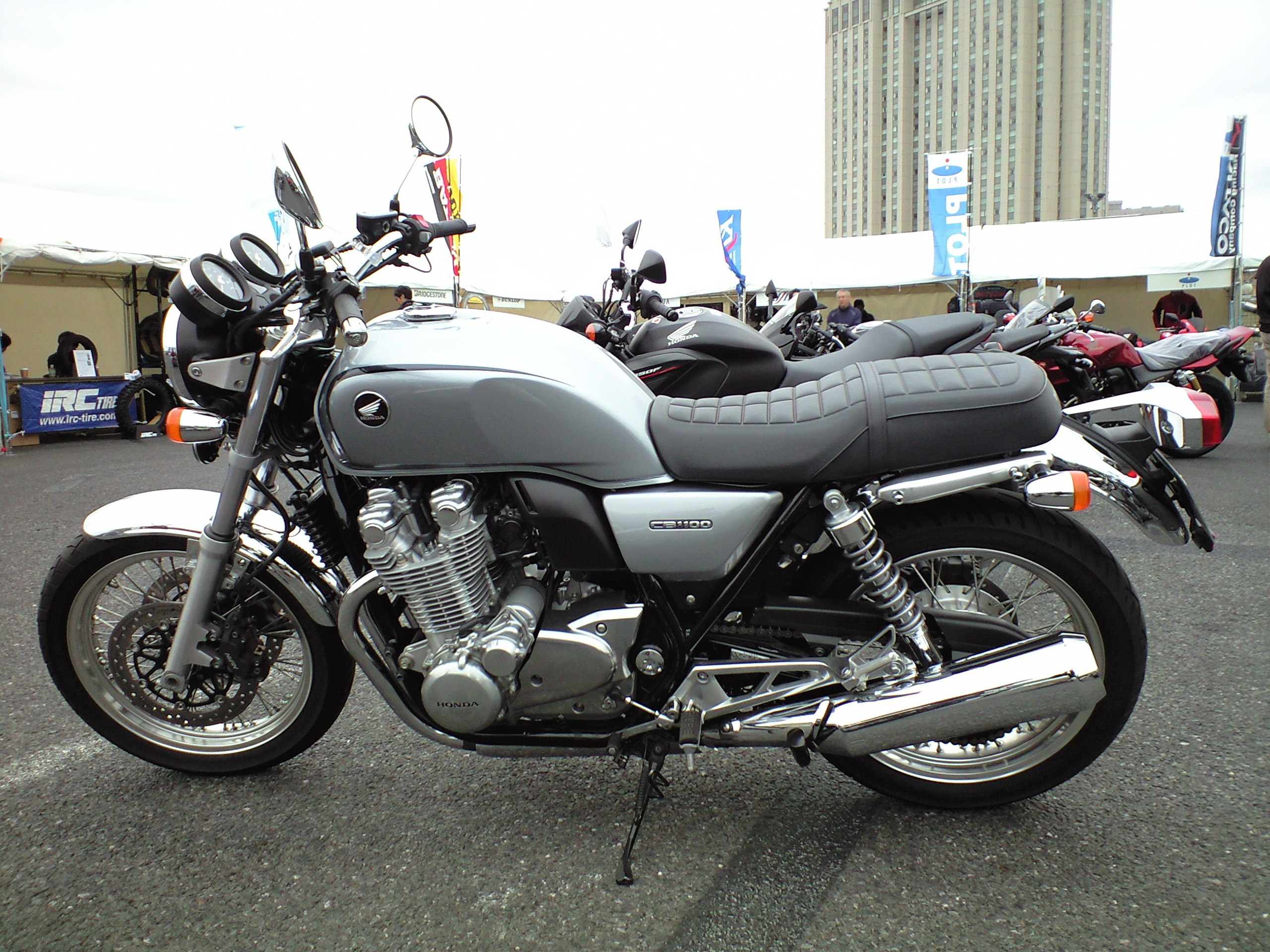
CB1100EX

- モデルバリエーションとしてCB1100 EXを追加。標準車とは以下の相違点がある。
  - 左右2本出しマフラー。
  - 最高出力66 kW (90 PS) / 7,500 rpm・最大トルク91 N·m (9.3 kgf·m) / 5,500 rpm。
  - 燃費（60 km/h定地走行テスト値）は31.0 km/L。
  - アルミリム製ワイヤースポークホイールを採用したためチューブタイヤを装着。
  - 17 L専用燃料タンク。
  - クッションを厚くし20 mm高く新デザインの表皮を採用したシート。
  - 重量は13 kg増加の257 kg（ABSレス車比較）。
  - サイドカバー形状。
  - シート後部グラブレールを水平に装着。
  - カラーバリエーションは以下の4種類。
    - █キャンディーアリザリンレッド
    - █パールサンビームホワイト
    - █ダークネスブラックメタリック
    - █インディーグレーメタリック

さらに同年4月18日にはABSモデルにETC・グリップヒーター・メーターパネル内インジケーターを標準装備するE Package が追加発売された。同モデルが車両重量が1 kg増加ならびに車高が15 mm高くなる相違点がある。
CB1100 EX<ABS>特別仕様
2015年1月13日発表、同月26日から200台限定で発売された特別仕様車でCB1100 EXからは以下の変更を実施。
- 前後ホイールを標準車と共通のアルミキャストタイプとしチューブレスタイヤを装着。
- 車両重量をCB1100 EX<ABS>に対して2 kgの軽量化。
- カラーバリエーションは以下の1種類のみ設定。
  - █キャンディーアリザリンレッド

#### 2017年モデル
2017年1月19日発表、同月20日発売でモデルバリエーションとしてCB1100 RSを追加したほか以下のマイナーチェンジを実施。
- 平成28年自動車排出ガス規制に適応させ型式名を2BL-SC65へ変更
- 従来モデルより5 kgの軽量化
- マフラーを全モデル新設計の左右2本出し変更
- 全モデル最高出力66 kW (90 PS) / 7,500 rpm・最大トルク91 N·m (9.3 kgf·m) / 5,500 rpmに統一
- 60 km/h定地走行テスト燃費を31.3 km/L（RSは31.1 km/L）へ向上
- クラッチレバー操作荷重を従来比約16 %低減 (アシストスリッパークラッチ採用)
- ABSを標準装備化
- 標準車・RSは前後ホイールのエアバルブをL字タイプに変更
- BLACK STYLEを廃止
- 標準モデルにETC車載器・グリップヒーター・インジケーターランプを装着したE Packageを設定
- EX・RSは上述したETC車載器・グリップヒーター・インジケーターランプを標準装備するとともに燃料タンクを新造形16 Lタイプへ変更ならびにヘッドライド・テールライトをLED化
- EXは従来からのアップハンドル装着車をType Iとしローハンドルを装着するTypeIIを設定ならびにホイールのスポークを48 → 40本へ減らした上でステンレス製とし軽量化

新設定されたCB1100 RSは標準モデルと以下の相違点がある。
- 前後17インチホイールを装着
  - タイヤサイズも110/80R18M/C 58V（前）・140/70R18M/C 67V（後） → 120/70ZR17M/C（前）・180/55ZR17M/C（後）へ変更
- ウインカーを標準車・EXのバルブ式大径丸型メッキからコンパクトなLEDタイプへ変更
- ハンドルはロータイプのみの設定
- フロントサスペンションを2ピースボトムケースとしたショーワ製SDBVとしインナーパイプ径を41 → 43 mmに拡大
- リヤサスペンションをショーワ製リザーバータンク付としを新設計の軽量アルミ製スイングアームへ変更
- フロントフェンダーを樹脂製へ変更
- キャスター角/トレール量を標準車・EXの27.0°/ 114 mmから26.0°/ 99 mmへ変更
- 前輪ブレーキキャリパーをラジアルマウントとし標準車・EXの日信工業製からトキコ（日立オートモティブシステムズ）製へ変更

なおカラーバリエーションは以下の仕様となった。
- █パールグレアホワイト（標準車）
- █パールサンビームホワイト（EX）
- █パールシャイニングイエロー（EX）
- █キャンディープロミネンスレッド（EX・RS）
- █グラファイトブラック（RS）

#### 2018年モデル
2017年12月19日発表、同月22日発売でRSに以下の仕様を施したモデルを追加。
- 車体色：█ヘビーグレーメタリックU
- シリンダーヘッドカバー・クランクケースカバーをブラック塗装
- 前後サスペンション・ブレーキキャリパーなどをブラック塗装ならびにアルマイト加工
- 燃料タンクにローコントラストのセンターストライプを追加
- シート表皮カラーをブラウンに変更

2018年3月15日発表、同年4月20日発売で以下の仕様変更を実施
- 販売をドリーム店のみとする
- カラーバリエーションを以下の設定へ変更

CB1100
- █パールサンビームホワイト

CB1100EX
- █キャンディークロモスフィアレッド
- █パールホークスアイブルー

CB1100RS
- █ヘビーグレーメタリックU
- █グラファイトブラック
- █デジタルシルバーメタリック

## 参考画像

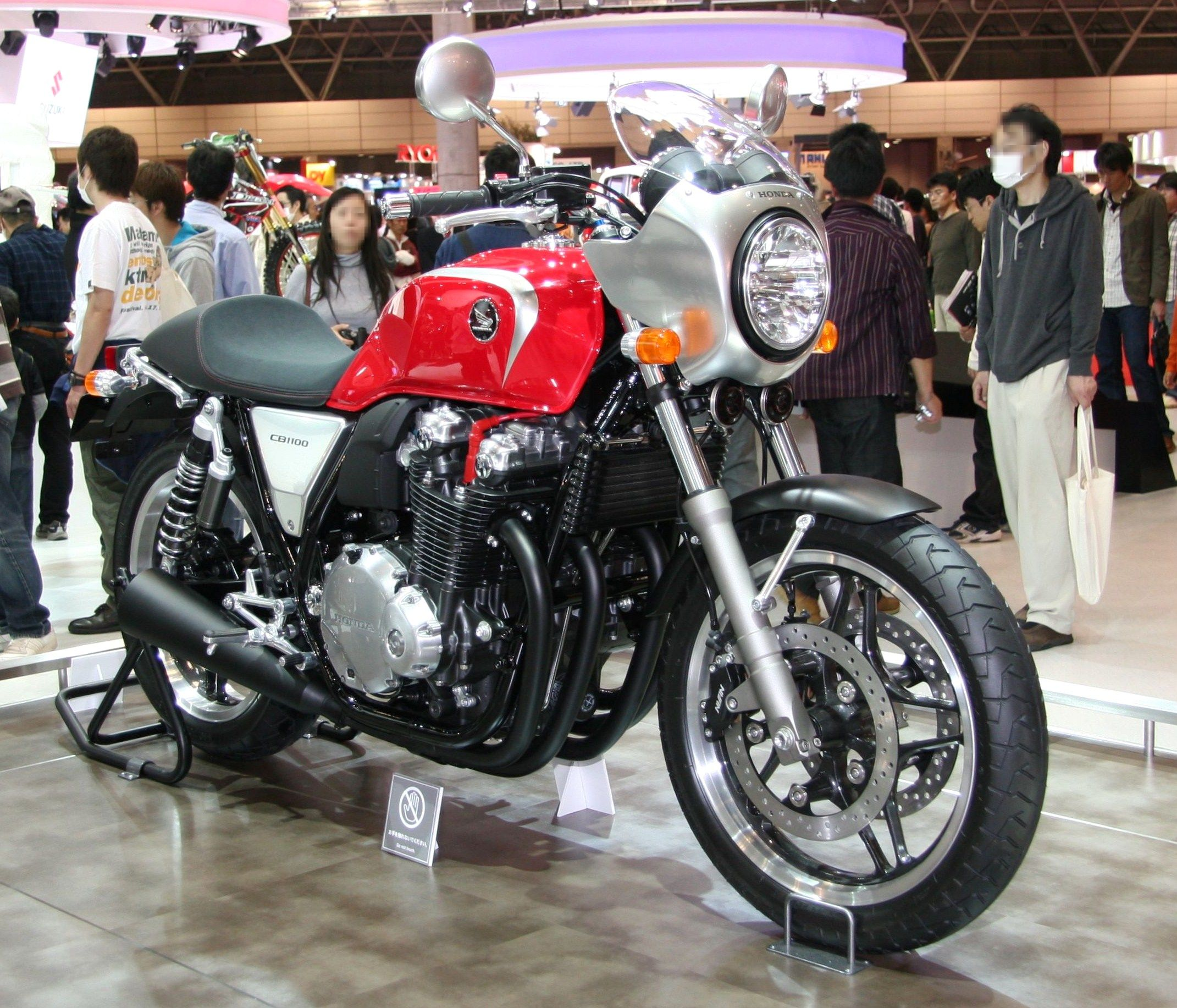
カスタムコンセプトモデル
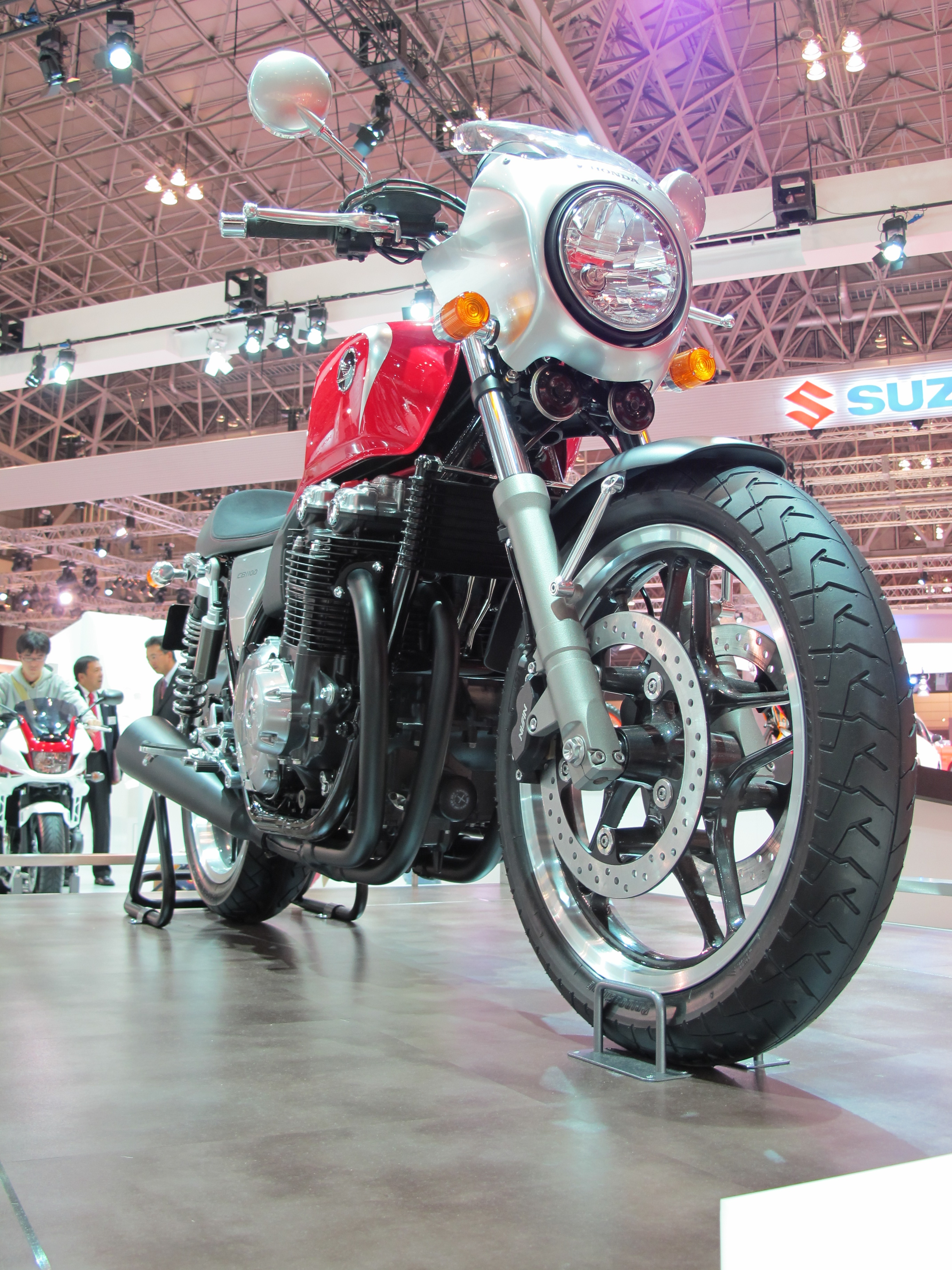
2009東京モーターショー出品車
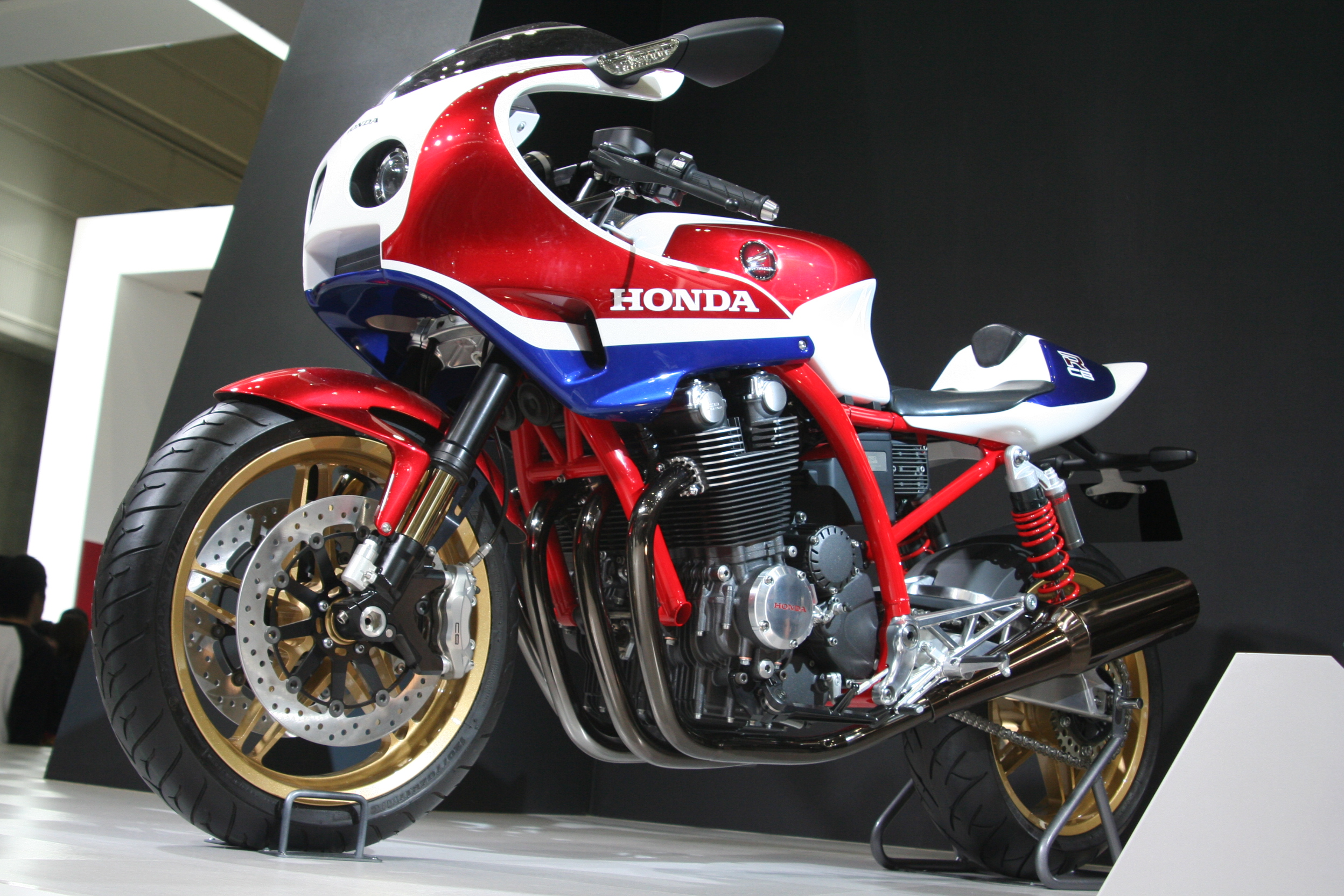
CB1100Rルックコンセプトモデル